# Мамма Міа! (мюзикл)
«Mamma Mia!» (Мамма Мія!) — мюзикл, написаний британською драматургинею Кетрін Джонсон. Він базується на піснях гурту ABBA, авторами яких є Бенні Андерссон і Б'єрн Ульвеус і вони долучилися до розробки мюзиклу з самого початку. Світова прем'єра відбулася 1999 року в Лондоні. Назва базується на однойменній пісні гурту ABBA «Mamma Mia».

## Сюжет

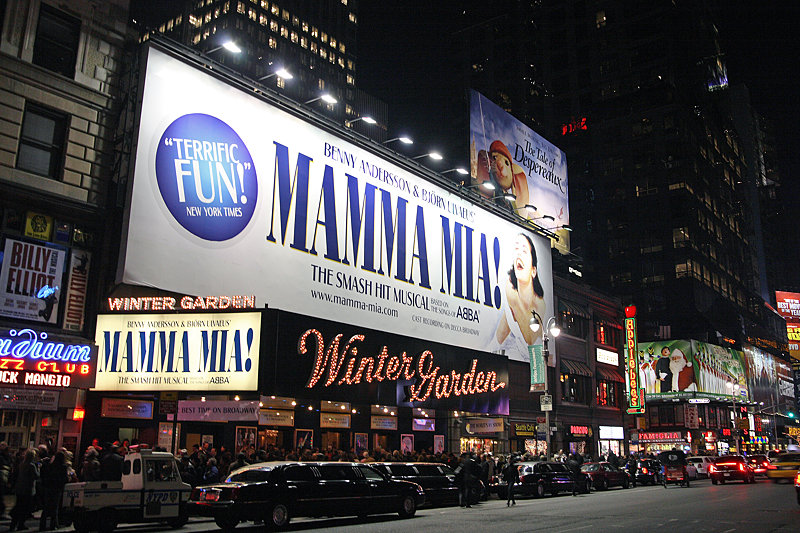
Вивіска на Бродвеї, Нью-Йорк (2008)

## Музичні номери

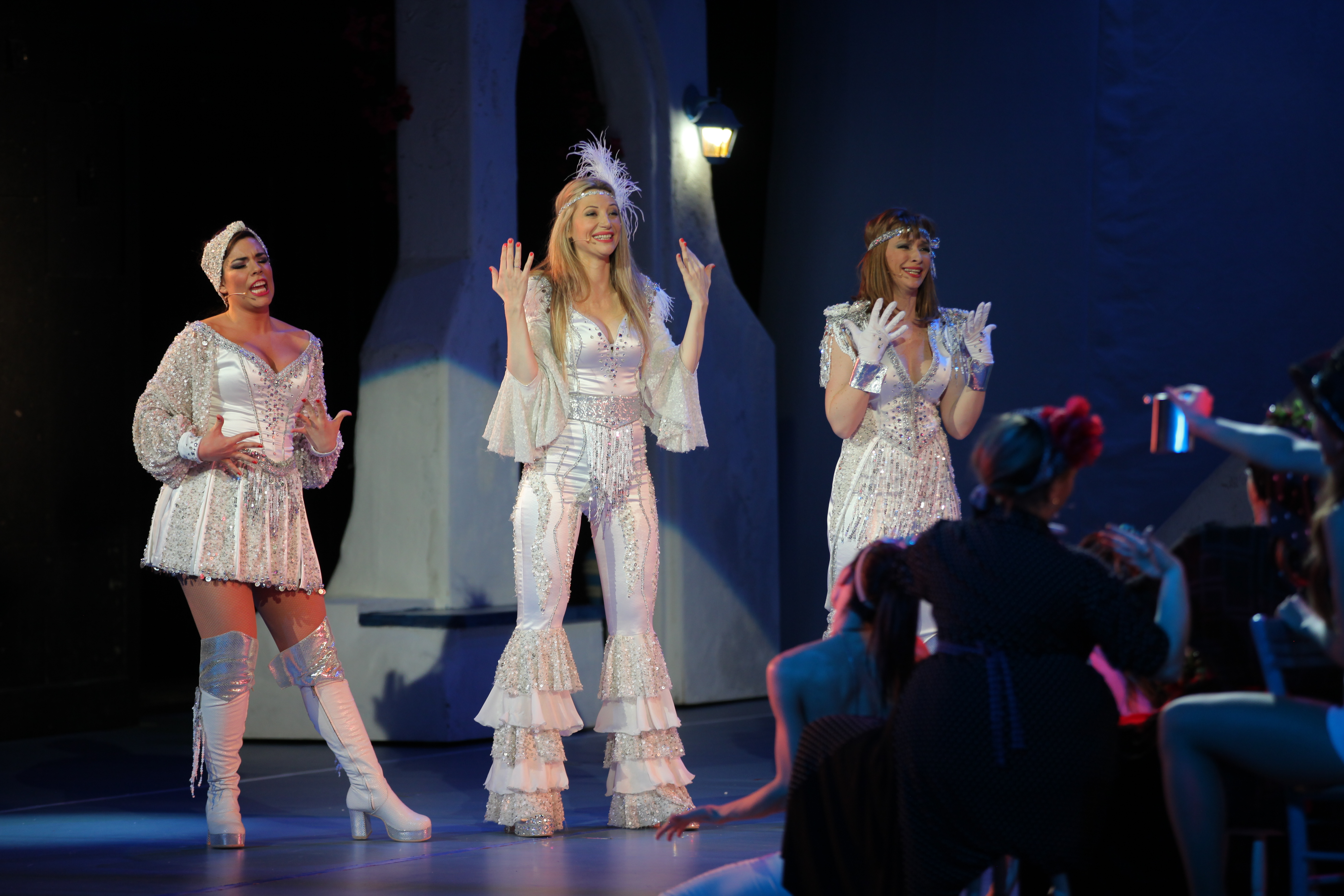
Прем'єра вистави в Сербії (Terazije Theatre, 2015)

## Екранізації
Постановку було екранізовано двома фільмами. Перший вийшов 2008 року, а другий — 2018 року. Головні ролі зіграли Меріл Стріп, Пірс Броснан, Колін Ферт, Стеллан Скашгорд і Аманда Сейфрід.